# Mesembria

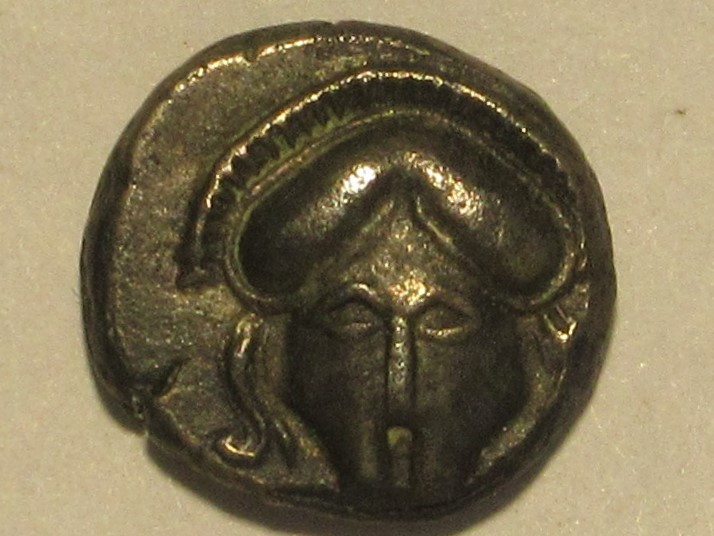
Diobol z Mesambrii, ok. 450–350 p.n.e.

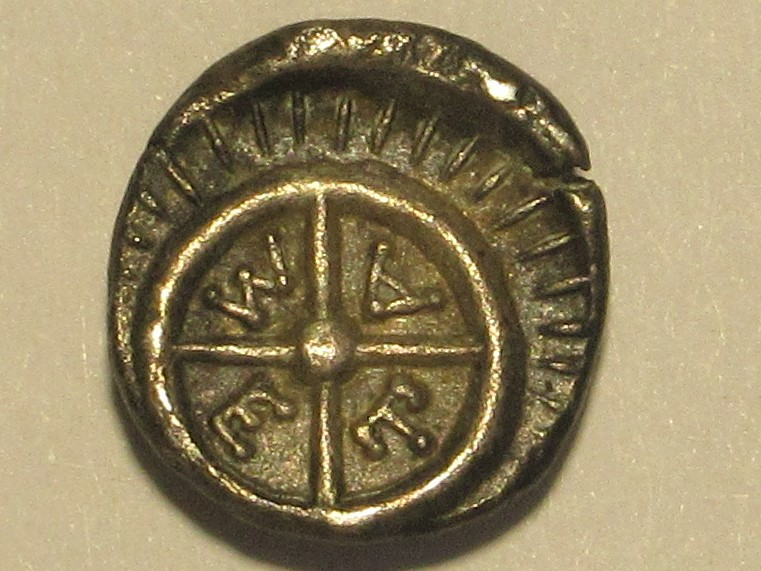
Rewers monety, M-E-T-A pomiędzy szprychami.

Mesembria (gr. Μεσημβρία „południe” od μέσος „środkowy” i ἡμέρα „dzień”) – kolonia Megary założona w ok. 510 r. p.n.e. na zachodnim wybrzeżu Morza Czarnego. Założona na miejscu istniejącej osady trackiej, zajmowała strategiczną pozycję w pobliżu ujścia Morza Czarnego.
Mesembria była jednym z miast wchodzących w skład greckiej Pentapolis nad Euksynem, obok Odessos (Warna), Tomoi (Konstanca), Histria i Apollonia (Sozopol). Mesembria rzadko jest wspominana w źródłach historycznych, ale istniała do późnego okresu, o czym świadczą wzmianki Pomponiusza Meli, Pliniusza Starszego, i Ptolemeusza oraz obecność miasta na Tablicy Peutingerowskiej. Kolonizacja dorycka jest datowana na początek VI wieku p.n.e., a dowody wskazują, że od tego czasu była ważnym ośrodkiem handlowym i rywalem Apollonii (Sozopol). Pozostała jedyną kolonią dorycką na wybrzeżu Morza Czarnego, podczas gdy pozostałe były koloniami jońskimi. W roku 425/4 p.n.e. miasto przystąpiło do Związku Delijskiego pod przewodnictwem Aten.

## Archeologia
Bułgarska archeolożka Luba Ognenowa-Marinowa przeprowadziła sześć podwodnych ekspedycji archeologicznych dla Bułgarskiej Akademii Nauk (BAN) w latach 1961–1972 w wodach wzdłuż bułgarskiego wybrzeża Morza Czarnego. Jej praca doprowadziła do zidentyfikowania pięciu chronologicznych okresów urbanizacji na półwyspie otaczającym Nesebyr aż do końca II tysiąclecia p.n.e., obejmujących tracką protopolię, grecką kolonię Mesambria, wioskę pod panowaniem rzymskim do wczesnej ery chrześcijańskiej, średniowieczną osadę oraz renesansowe miasto, znane współcześnie jako Nesebyr.